# Parhoplophryne usambarica
Parhoplophryne usambarica é uma espécie de anfíbio da família Microhylidae. É a única espécie do género Parhoplophryne.
É endémica da Tanzânia.
Os seus habitats naturais são: florestas subtropicais ou tropicais húmidas de baixa altitude e regiões subtropicais ou tropicais húmidas de alta altitude.
Está ameaçada por perda de habitat.